# Джеймс Коулман
Джеймс Семюель Колмен (інколи Коулман, Коулмен; англ. James Samuel Coleman; 12 травня 1926, Бедфорд (Індіана) — 25 березня 1995, Чикаго) — американський соціолог, один із ключових представників теорії раціонального вибору, здійснив значний внесок у розробку концептуального пояснення та формальних методів аналізу людської поведінки при генеруванні колективних рішень. Широку громадську відомість здобув завдяки керівництву дослідженням освітньої нерівності та расової сегрегації у США, що лягли в основу «Доповіді Колмена» (1966).

## Біографія
Народився у місті Бедфорд, дитинство провів у штаті Кентуккі. Під час Другої світової війни служив у ВМС США. Отримав природничу кваліфікацію в університеті Пердью 1949 р., однак зацікавився поведінковими науками вже працюючи хіміком. Згодом продовжив навчання у Колумбійському університеті, де зазнав впливу Пауля Лазарсфельда та Роберта Мертона. 1955 отримав PhD, викладав у Чиказькому університеті з 1956 р. та повторно з 1973 р., а у 1959—1973 р. р. в Університеті Джона Гопкінса, де брав участь у заснуванні кафедри соціальних відносин. Був членом Національної академії наук США, президентом Американської соціологічної асоціації(1991—1992).

## Наукова спадщина

### Теорія
Спираючись на засади методологічного індивідуалізму, Дж. С. Колмен сформулював концепцію мікро-макро переходів, із ключовою тезою — необхідності пошуку емпіричних референтів макрофеноменів на мікрорівні й принципової відмови від макро-макро пояснення. Виділяючи два типи акторів: природних осіб та корпоративних акторів, Дж. С. Колмен клав в основу аналізу мікрорівня соціальних відносин модель обміну контролю за ресурсами та подіями. Зміст, якої полягав у тому, актори або контролюють ресурси, або ж зацікавлені в них, тоді як їх контролюють інші актори, максимізація корисності забезпечується шляхом «обміну контролю над ресурсами чи явищами», яка призводить до виникнення на мікрорівні норм і санкцій у спільноті. Ця новація сутнісно вирізняла підхід Дж. С. Колмена в порівнянні з класичною соціологією, де соціальна норма розглядалася як передзадана — така, що передує соціальний взаємодії. Авторський підхід критикували деякі дослідники як редукціоністський. Концепція мікро-макро переходів була розвинена в межах сучасної аналітичної соціології, а також використовується в різноманітних дослідженнях.

### Дослідження підліткової субкультури, освітньої нерівності та «Доповідь Колмена»
Дж. С. Колмен провадив дослідження у царинах соціології освіти та молоді, вивчав процеси соціалізації та підліткову субкультуру, парадоксально з'ясувавши стримуючий вплив останньої на успіхи у навчанні. Згодом колектив дослідників під його керівництвом здійснив глибоке вивчення освітніх можливостей у США, аналізуючи освітній процес у понад 4000 державних шкіл та охопивши 600000 учнів. Було виявлено негативний вплив расової сегрегації на успішність чорних дітей, а також те, що чорні діти демонструють вищі успіхи в навчанні в расово гетерогенних спільнотах. Сімейне походження виявилося більш значущим чинником в успішності, а вже потім особистісні характеристики учнів та вчителів. Натомість характеристики школи, включно із витратами, виявилися слабко пов'язаними з успішністю.

## Вибрані праці
- «Community Conflict» (1955)
- "Union Democracy: The Internal Politics of the International Typographical Union (1956, with Seymour Martin Lipset and Martin Trow)
- «The Adolescent Society» (1961)
- «Introduction to Mathematical Sociology» (1964)
- «Equality of Educational Opportunity» (1966)
- «Macrosociology: Research and Theory» (1970)
- «Resources for Social Change: Race in the United States» (1971)
- «The Asymmetrical Society» (1982)
- «Individual Interests and Collective Action» (1986)
- «Foundations of Social Theory» (1990)